# Frankie Sullivan
Frankie Sullivan (Chicago, 1º febbraio 1955) è un chitarrista e compositore statunitense, conosciuto soprattutto per essere uno dei membri del gruppo musicale statunitense Survivor, sin dal 1977.
Con il suo compagno di band Jim Peterik ha scritto molti successi tra cui Eye of the Tiger (presente inizialmente in Rocky III) e Burning Heart, entrambi inseriti nella colonna sonora del film Rocky IV. È stato autore anche di altre hit, come, ad esempio, The Search Is Over.